# Давиденко, Григорий Иванович
Григорий Иванович Давиденко (17 апреля 1921, Старый Коврай, Золотоношский уезд, Полтавская губерния, Украинская ССР — 8 мая 1945, Лиепая, Латвийская ССР) — советский лётчик разведывательной авиации Военно-Морского флота во время Великой Отечественной войны, Герой Советского Союза (22.01.1944). Старший лейтенант (17.05.1944).

## Биография
Родился 17 апреля 1921 года в селе Старый Коврай в семье крестьян. В 1939 году окончил 10 классов средней школы в селе Ирклиево, работал в родном селе.
Проходил службу в рядах Военно-морского флота СССР с октября 1939 года. В июне 1941 года окончил Военно-морское авиационное училище имени С. Леваневского в Николаеве. Был направлен в ВВС Балтийского флота. С июня по сентябрь 1941 года находился в должности штурмана в 57-м авиаполку. С сентября 1941 года переведен и зачислен воздушным стрелком-бомбардиром в 73-й бомбардировочный авиационный полк ВМФ. С октября 1941 по май 1942 года проходил переучивание в 1-м запасном авиационном полку ВВС ВМФ (г. Саранск) на самолёт Пе-2.
Принимал участие в Великой Отечественной войне с августа 1942 года, прибыв на действующий флот штурманом экипажа 26-й отдельной разведывательной авиационной эскадрильи. С марта 1943 года воевал в рядах 15-го разведывательного авиационного полка: воздушный стрелок-бомбардир, с мая 1943 — штурман звена, с мая 1944 года — штурман эскадрильи. В сентябре 1943 года принят в ВКП(б) Комиссией ВВС Краснознаменного Балтийского флота.
Большинство вылетов совершил на дальнюю разведку немецких и финских военно-морских баз (включая Хельсинки и Котку) и поиск вражеских кораблей на Балтике и на Ладожском озере. Однако приходилось выполнять задания по нанесению бомбовых ударов по позициям противника. В январе 1943 года в ходе операции по прорыву блокады Ленинграда на него был возложен контроль за железнодорожными и шоссейными коммуникациями в немецком тылу с целью своевременного выявления передвижения резервом к линии фронта, для выполнения этой задачи выполнил 4 успешных боевых вылета.
По состоянию на сентябрь 1943 года штурман звена 44-й авиационной эскадрильи 15-го разведывательного авиационного полка ВВС Балтийского флота лейтенант Г. И. Давиденко совершил 215 боевых вылетов на разведку военно-морских баз и плавсредств в Финском заливе (139 вылетов), Ладожском озере (20 вылетов), на аэрофотосъёмку переднего края обороны противника (26 вылетов), на разведку железнодорожных узлов, Шоссейных дорог и аэродромов (12 вылетов), на нанесение бомбовых ударов по кораблям и артиллерийским батареям (8 вылетов). Провёл 13 воздушных боёв. Бомбовыми ударами повредил сторожевой корабль и канонерскую лодку, разрушил несколько заводских корпусов, прямыми попаданиями поразил артиллерийскую и миномётную батареи.
Указом Президиума Верховного Совета СССР «О присвоении звания Героя Советского Союза офицерскому составу Военно-Морского флота» от 22 января 1944 года за «образцовое выполнение боевых заданий командования на фронте борьбы с немецкими захватчиками и проявленные при этом отвагу и геройство» лейтенанту Давиденко Григорию Ивановичу присвоено звание Героя Советского Союза с вручением ордена Ленина и медали Золотая Звезда (№ 2918).
В 1944—1945 годах участвовал в Ленинградско-Новгородской, Выборгской, Прибалтийской, Восточно-Прусской наступательных операциях, а также в блокаде курляндской группировки немецких войск. Всего за войну выполнил 258 боевых вылетов. 
Погиб 8 мая 1945 года при выполнении боевого задания по разведке немецких кораблей в Балтийском море в районе латвийского города Лиепая: самолёт Пе-2 Героя Советского Союза капитана А. И. Грачева, в экипаже которого летел на задание штурманом Григорий Давиденко, столкнулся над морем с большой группой немецких истребителей Focke-Wulf Fw 190 Würger, вылетевших с аэродромов Курляндии в город Фленсбург для сдачи в плен англичанам. В этом бою обер-лейтенант Герхард Тхибен сбил самолёт-разведчик, а другие лётчики сбили прикрывавший разведчика Як-9 Героя Советского Союза капитана А. Г. Курзенкова. Этот последний день войны стал трагическим для 15 рап ВВС КБФ, который лишился сразу трёх Героев Советского Союза.

## Награды
- медаль «Золотая Звезда» Героя Советского Союза (22.01.1944)
- орден Ленина (22.01.1944)
- три ордена Красного Знамени (13.10.1942; 27.01.1943; 26.11.1944)
- орден Отечественной войны I степени (14.08.1943)
- медаль «За оборону Ленинграда» (1943)

## Память
- В посёлке Чкаловске (в составе города Калининград) на Аллее Героев 15-го одрап у Дома Офицеров установлен бюст Г. И. Давиденко.
- Именем Героя названа улица в родном селе Старый Коврай.
- Увековечен на Памятнике 1200 гвардейцам в Калининграде и в городе Лиепая на «Мемориале Лётчикам-балтийцам» на Центральном кладбище[6], а также на Памятнике лётчикам Балтики на Советском проспекте Калининграда.